# Szematauitefnaht

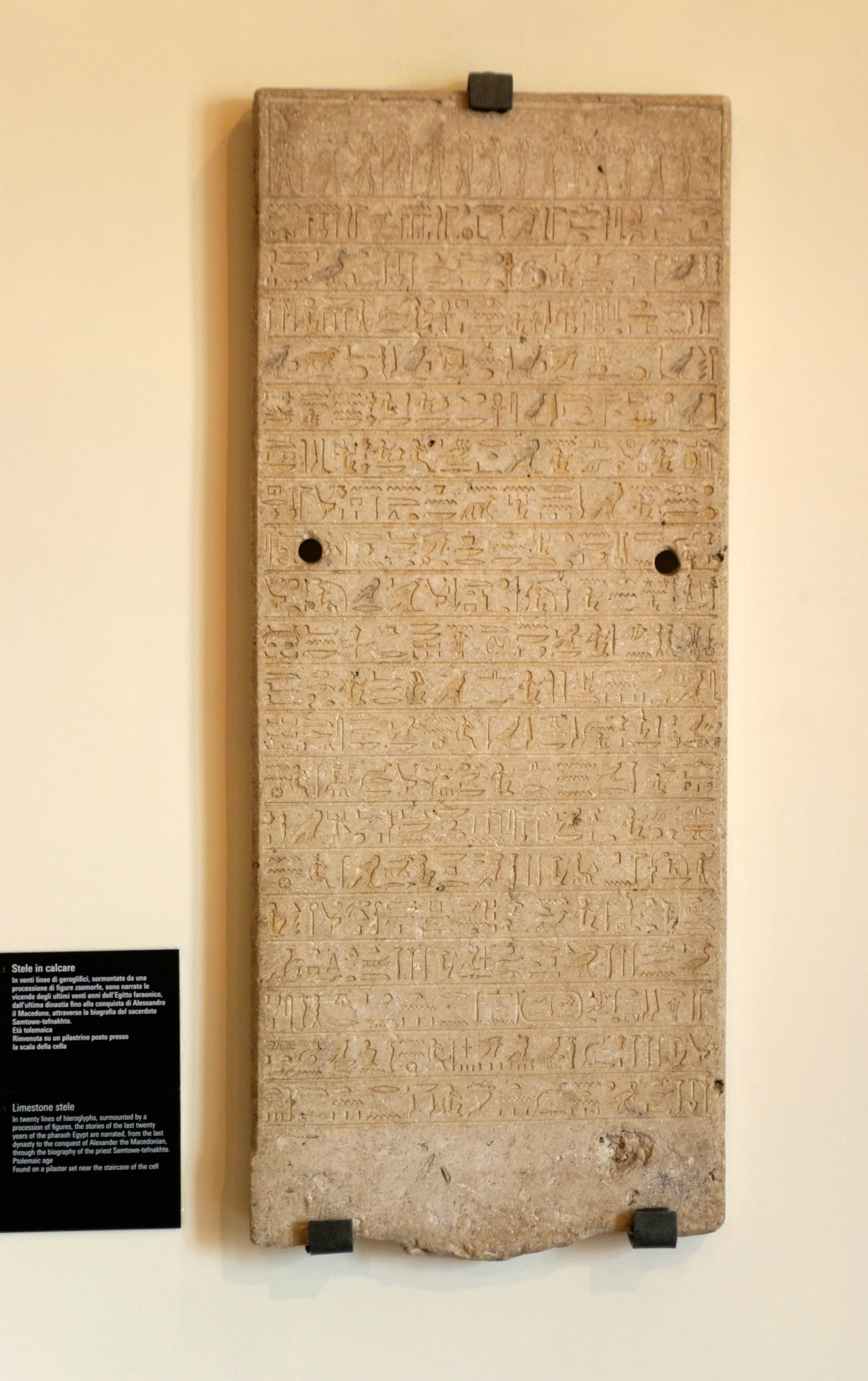
Szematauitefnaht sztéléje a nápolyi múzeumban

Szematauitefnaht (sm3-t3.wỉ-tfnḫ.t) vagy Szomtutefnaht ókori egyiptomi hivatalnok volt az i. e. 330-as években, aki tanúja volt annak, hogy Nagy Sándor meghódította Egyiptomot és véget vetett a perzsa XXXI. dinasztia uralmának.

## Élete
Pályafutása valószínűleg a XXX. dinasztiabeli II. Nektanebó uralkodása alatt kezdődhetett. Miután III. Artaxerxész i. e. 343-ban a pelusiumi csatában meghódította Egyiptomot, Szematauitefnaht hűséget esküdött az ország új, perzsa urainak, így afféle kollaboráns lett. Életrajza mészkő halotti sztéléjéről ismert, mely eredetileg Hérakleopolisz Magna templomában állt, majd a pompeji Ízisz-templomba került, ma pedig a Nápolyi Nemzeti Régészeti Múzeumban található (katalógusszám 1035), emiatt nápolyi sztéléként említik. A sztélé szövege szerint Szematauitefnaht a perzsák szolgálatába állt, később pedig III. Dareiosz parancsnoksága alatt harcolt Nagy Sándor serege ellen. Mikor úgy látta, Nagy Sándor serege megállíthatatlanul tör előre, megijedt, és egy álom hatására – melyben szülővárosának helyi istensége, Herisef jelent meg, hogy tanáccsal lássa el – elmenekült a harcmezőről, és visszatért Hérakleopolisz Magnába, hogy újra ellássa papi kötelezettségeit, majd mikor Sándor nem sokkal később, i. e. 332-ben elfoglalta Egyiptomot, Szematauitefnaht átállt az ő oldalára. Élete végén Szematauitefnaht Herisefet dicsőítette, és köszönetet mondott neki, amiért tanácsával lehetővé tette, hogy teljes életet éljen.
Élete során Szematauitefnaht számos fontos pozíciót töltött be: Szahmet főpapja, Hórusz papja, királyi kincstárnok, „egyetlen társ”, hati-aa és iri-pat volt.
Nem tévesztendő össze azzal a Szematauitefnahttal, aki körülbelül háromszáz évvel korábban, a XXVI. dinasztia idején Thébába kísérte I. Pszammetik lányát, Nitókriszt, hogy Ámon isteni felesége örökbe fogadja.

## Fordítás
- Ez a szócikk részben vagy egészben  a   Sematawytefnakht című angol Wikipédia-szócikk ezen változatának fordításán alapul.  Az eredeti cikk szerkesztőit annak laptörténete sorolja fel. Ez a jelzés csupán a megfogalmazás eredetét és a szerzői jogokat jelzi, nem szolgál a cikkben szereplő információk forrásmegjelöléseként.

## További irodalom
- Tresson, Paul (1931). „La Stèle de Naples”. Bulletin de l’Institut Français d’Archéologie Orientale 30, 369–91. o.
- Lichtheim, Miriam. Ancient Egyptian Literature, vol. III. Los Angeles: The University of California Press (1980. március 7.), pp. 42–3
- Pirelli, Rosanna (1998). "Il monumento di Samtawy Tefnakhte e il tempio di Iside a Pompei", in Atti del Convegno di Roma-Pompei 1995 dal titolo "L'Egitto in Italia dall'Antichità al Medioevo". CNR, Roma, pp. 635–644